# Mark Ashton
Mark Christian Ashton (Oldham, 19 maggio 1960 – Southwark, 11 febbraio 1987) è stato un attivista e politico britannico, segretario della sezione giovanile del Partito Comunista di Gran Bretagna.

## Biografia
Ashton nacque a Oldham. Studiò alla Northern Ireland Hotel and Catering College a Portrush (Contea di Antrim), nell'Irlanda del Nord, prima di trasferirsi a Londra verso la fine degli anni settanta ed essere assunto come barman e come drag queen nei club per gentiluomini della città. Nel 1982 rimase per tre mesi nel Bangladesh a visitare i suoi parenti, poiché suo padre stava lavorando nel campo delle macchine tessili. L'esperienza del suo soggiorno lo influenzò profondamente.
Al suo ritorno si unì volontariamente alla London Lesbian and Gay Switchboard, il più vecchio servizio di telefono amico LGBT londinese; supportò la campagna per il disarmo nucleare e si unì alla Lega dei Giovani Comunisti, la sezione giovanile del Partito Comunista di Gran Bretagna. Nel 1983 entrò a far parte del film Framed Youth: The Revenge of the Teenage Perverts, un documentario che l'anno seguente vinse il Grierson Award come miglior documentario.
Assieme al suo amico Mike Jackson fondò il gruppo di supporto Lesbians and Gays Support the Miners, dopo aver raccolto donazioni per i minatori in sciopero durante il gay pride di Londra del 1984. Dopo l'esperienza con LGSM, entrò a far parte del collettivo Red Wedge e divenne il segretario generale della Lega dei Giovani Comunisti dal 1985 fino alla sua morte. Ad Ashton fu diagnosticato l'AIDS presso il Guy's Hospital il 30 gennaio 1987 e morì dodici giorni dopo per pneumocistosi. È sepolto presso il Lambeth Cemetery.

## Omaggi
- In ricordo di Ashton, venne creato il fondo "Mark Ashton Trust" per raccogliere fondi per persone sieropositive. Mark Ashton è inoltre ricordato nel memoriale dell'AIDS Memorial Quilt.[5][9]
- La ballata For a Friend contenuta nell'album Red del duo pop britannico The Communards è stata composta in sua memoria.[10] Mark Ashton era amico di Jimmy Somerville e di Richard Coles.[11] For a Friend ha raggiunto la ventottesima posizione nella classifica britannica.[12]
- Il film del 1989 Jean Genet Is Dead, di Constantine Giannaris, è dedicato alla sua memoria.[13]
- Le attività del LGSM fondato da Ashton sono raccontate nel film del 2014 Pride.[14]
- Nel 2017 è stata posta una targa blu in sua memoria sulla facciata di Gay's the Word.
- Gli è stato dedicato un giardino nel Marais, a Parigi.